# Padmâvatî (Oper)
Padmâvatî ist eine Ballettoper (Op. 18; Originalbezeichnung: „Opéra-ballet“) in zwei Akten von Albert Roussel (Musik) mit einem Libretto von Louis Laloy. Die Uraufführung fand am 1. Juni 1923 im Palais Garnier der Pariser Oper statt.

## Handlung
Die Handlung der Oper basiert auf der wahren Geschichte von Padmâvatî, der Königin von Chittor, die um 1300 herrschte.

### Erster Akt
Ein Platz in Chittor; hinten links der Königspalast mit einer Terrasse
Szene 1. Nach wochenlanger Belagerung der Stadt Chittor durch den mongolischen Sultan Alaouddin besteht endlich Aussicht auf Frieden. Alaouddin und sein Gefolge kommen zu Verhandlungen mit dem Maharadscha Ratan-Sen in die Stadt. Zunächst reagiert die Bevölkerung beim Anblick der Feinde panisch. Der Palasthofmeister Goro und ein Wachmann stellen die Ruhe wieder her, indem sie die Lage erklären. Ein Kaufmann und eine Frau erinnern an die Gräueltaten der Mongolen. Da berichtet Badal, der Abgesandte des Maharadschas, dass mongolische Truppen und Kriegselefanten in der Umgebung der Stadt gesichtet wurden. Er und Goro wollen den Maharadscha vor einem möglichen Verrat warnen.
Szene 2. Alaouddin und sein Gefolge, darunter ein Brahmane, werden vom Maharadscha und Badal feierlich empfangen. Ratan-Sen bietet seinem Gast einen Bündnistrank an. Alaouddin wehrt sich gegen die seiner Meinung nach unnötige Eile. Er bittet darum, in die Schönheiten des Palastes eingeführt zu werden. Ratan-Sen lässt daraufhin verschiedene Tänze vorführen. Einen Tanz von Kriegern kommentiert Alaouddin damit, dass diese wenig gefährlich wirkten. Am darauffolgenden Auftritt der Sklavinnen kritisiert er, dass es sich nicht um Einheimische handele. Als Ratan-Sen entgegnet, dass ihre eigenen Frauen sich nicht auf diese Weise vor Ungläubigen zeigen dürfen, meint Alaouddin, dass er, wie sein Brahmane bestätigt, kein Ungläubiger mehr sei. Die Hofdamen führen nun ebenfalls einen Tanz auf. Alaouddin ist jedoch immer noch nicht zufrieden, da die berühmte Padmâvatî nicht unter ihnen ist – die Gattin Ratan-Sens. Während der Brahmane ihre Schönheit in den höchsten Tönen rühmt, gibt Ratan-Sen Badal ein Zeichen, sie aus dem Palast zu holen.
Szene 3. Als Padmâvatî sich auf einem Balkon des Palasts zeigt, wird sie von der jungen Nakamti und einer Stimme aus der Menge gepriesen. Alaouddin fordert sie auf, ihren Schleier fallen zu lassen, was sie nach einem Wink Ratan-Sens auch tut. Alaouddin ist von ihrer Schönheit so überwältigt, dass der Brahmane keine Möglichkeit mehr sieht, die Verhandlungen fortzuführen. Alaouddin verspricht, am nächsten Tag wiederzukommen. Er entfernt sich mit seinem Gefolge; nur der Brahmane bleibt zurück. Ein Krieger, ein Handwerker und ein Kaufmann erkennen den Brahmanen wieder: er war einst unter den Fenstern der Königin festgenommen und aus der Stadt gejagt worden. Der Brahmane teilt Badal mit, dass er noch eine Botschaft des Sultans auszurichten habe: Wenn Padmâvatî nicht ausgeliefert werde, werden die Mongolen die Stadt vernichten. Ratan-Sen und Gora rufen sofort nach den Wachen. Der Brahmane verflucht die Stadt und die Königin. Er wird von der wütenden Menge gesteinigt.
Szene 4. Während das Volk zu den Waffen eilt, erscheint Padmâvatî auf der Terrasse. Sie bedauert, dass sie den Brahmanen nicht retten konnte und befürchtet, dass nach diesem ersten Tod ein Gewaltsturm ausbrechen wird. Sie würde eher sterben, als von ihrem Gatten getrennt zu werden.

### Zweiter Akt
Das schattige Innere des Shiva-Tempels
Im Hintergrund die riesige Statue des Gottes; im Sockel der Zugang zu einer Krypta; Türen links, rechts und hinten; vorne links eine blutige Steinplatte; vorne rechts ein weißer Marmorsitz
Szene 1. Den Truppen Chittors droht die Niederlage in der Schlacht. Padmâvatî und die Priester haben Zuflucht im Tempel des Gottes Shiva gesucht. Während die Priester in der unterirdischen Krypta beten und ein Opferfeuer entfachen, fleht Padmâvatî im oberen Bereich um Rettung. Die Priester kommen hervor. Sie haben die weißen und schwarzen Mädchen Shivas befragt. Ein Priester berichtet, dass ihnen bei Tagesanbruch ein „höchstes Opfer“ versprochen wurde. Padmâvatî glaubt, sie selbst sei gemeint. Sie ist zum Tod bereit, doch der Priester entgegnet, dass es mehr als ein Opfer geben werde.
Szene 2. Ratan-Sen kommt schwer verwundet herein und berichtet, dass die letzte Befestigung gefallen sei. Alaouddin habe bis zum Morgen einen Waffenstillstand gewährt. Wenn seine Bedingung bis dahin nicht erfüllt sei, werde er die gesamte Stadt vernichten. Ratan-Sen hat Shiva geschworen, sein Volk zu retten. Er bittet seine Frau daher, sich dem Gegner auszuliefern. Padmâvatî will jedoch unter keinen Umständen von ihrem Gatten getrennt werden. Sie zieht ihren Dolch und ersticht Ratan-Sen mit den Worten, dass sie im Tod vereint sein werden. Dann ruft sie die Priester herbei, um das letzte Opfer zu vollziehen: Sie muss dem hinduistischen Glauben gemäß nach dem Tod ihres Mannes verbrannt werden.
Szene 3. Zur Opferzeremonie erscheinen Priester und Hofdamen. Ratan-Sens Körper wird hereingetragen. Die Frauen versammeln sich um Padmâvatî. Diese fordert ihre treuen Schwestern auf, nicht um sie zu weinen. Die Priester beginnen mit zeremoniellen Gesängen. Es folgt eine Abfolge von Pantomimen und Tänzen. Das Opferfeuer wird entzündet. Rauch steigt auf. Die Priester rufen die sechs „Botschafter Shivas“ herbei: die vier an Vampire erinnernden weißen Mädchen Prithivi, Parvati, Ouma und Gaouri sowie die beiden schwarzen Mädchen Kâli und Dourga. Die weißen Mädchen nähern sich dem Toten, werden aber von den Priestern vorerst vertrieben. Die beiden schwarzen umkreisen Padmâvatî tanzend immer enger, bis diese von Schrecken erfüllt beiseite springt und die Mädchen verschwinden. Die Priester rufen die Gottheiten erneut herbei, die Padmâvatî nun auf den Scheiterhaufen führen. Als Sultan Alaouddin bei Tagesanbruch den Tempel betritt, sieht er nur noch Rauch aus der Krypta aufsteigen.

## Gestaltung
Anders als in vielen anderen Opern über exotische Sujets (Beispiele sind Meyerbeers L’Africaine, Gomes’ Il Guarany oder Puccinis Madama Butterfly) gibt es hier keinen Konflikt zwischen Einheimischen und der westlichen Kultur, sondern behandelt eine rein lokale Geschichte. Die beiden Frauen des Maharadscha, die in der Vorlage als Witwen verbrannt werden, sind hier auf eine einzige Maharani reduziert. Das Ritual der Witwenverbrennung wird anders als in Louis Spohrs Oper Jessonda nicht aus europäisch-aufklärerischer Sicht kritisiert.
Roussel hatte eine Vorliebe für Mischformen. Seine Werke tragen Bezeichnungen wie „Opéra-ballet“, „Conte-lyrique“ oder „Ballet-pantomime“. Im Vordergrund dieser Oper stehen nicht die „Entwicklung der Charaktere oder die Tiefe des Ausdrucks“, sondern Exotik und Vielfalt der verwendeten Mittel. Die Autoren distanzierten sich damit bewusst vom Musikdrama Richard Wagners oder der Grand opéra Meyerbeers. Exotische Stoffe erfreuten sich zudem zum Beginn des 20. Jahrhunderts in Frankreich großer Beliebtheit und inspirierten die meisten französischen Komponisten der Zeit. Padmâvatî steht dem Ballett näher als der Oper. Die Handlung entwickelt sich gerade auch in den Tanzszenen weiter. Beispiele hierfür sind die Tanzvorführungen in der zweiten Szene des ersten Akts. Die Gestaltung des Feuertods in der Schlussszene erinnert an die Todesszene der Didon in Hector Berlioz’ Oper Les Troyens. In beiden Werken wird die Soloszene vom Chor begleitet – in Les Troyens vom Rache schwörenden Vok Karthagos, bei Roussel von den rituellen Gesängen der Priester.
Am 7. Februar 1928 schrieb Roussel dem Musikwissenschaftler und Komponisten Maurice Emmanuel, dass er in der Musik exotische Modi genutzt habe. Der Gesang des Brahmanen verwendet beispielsweise eine auf Moll basierende Tonleiter mit erhöhter Subdominante und zwei abschließenden Halbtonschritten (d–e–f–gis–a–his–cis–d). An vielen Stellen nutzte Roussel orientalische Musik, die er auf seinen Reisen skizziert hatte. Der Tanz der Sklavinnen im ersten Akt geht auf arabisches Lied zurück, das Roussel in Algerien kennengelernt hatte. Einzelne Intervalle dienen der Charakterisierung bestimmter thematischer Motive: Eine fallende Quarte steht für die Stadt Chittor, eine steigende Quarte für die Liebe der Titelheldin. Die Chorbehandlung ist höchst originell: Manche Stellen verzichten ganz auf Worte oder verwenden Beschwörungsformeln und Mantras der Originalsprache.

### Orchester
Die Orchesterbesetzung der Oper enthält die folgenden Instrumente:
- Holzbläser: vier Flöten (3. und 4. auch Piccolo), drei Oboen, Englischhorn, kleine Klarinette, zwei Klarinetten, Bassklarinette, drei Fagotte
- Blechbläser: vier Hörner, vier Trompeten, drei Posaunen, Tuba
- drei Pauken, Schlagzeug: große Trommel, baskische Trommel, Becken, Triangel, Tamburin, Tamtam
- Celesta
- zwei Harfen
- Streicher (Kontrabässe fünfsaitig)
- Bühnenmusik: Trompete

## Werkgeschichte

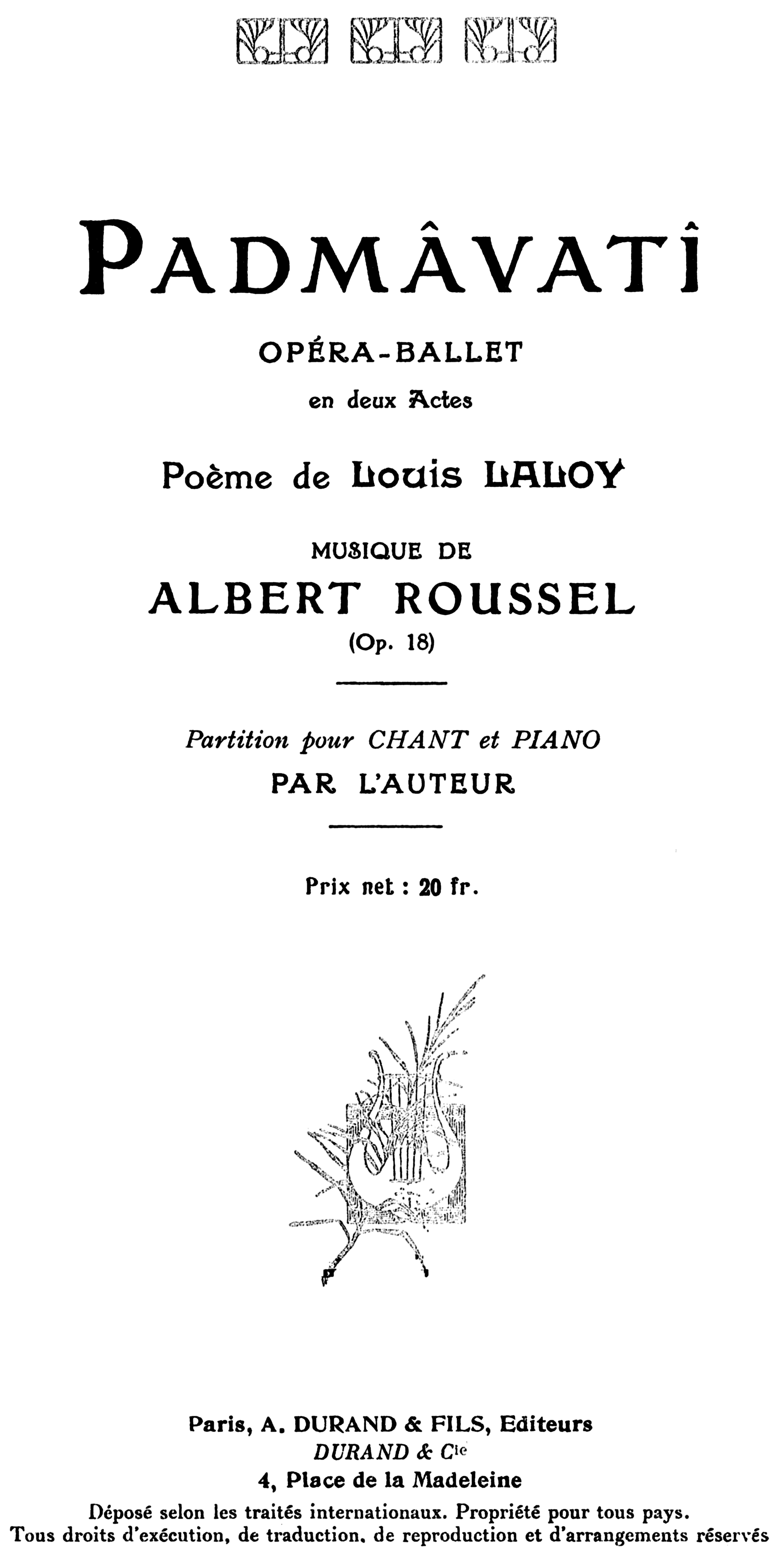
Titelblatt des Klavierauszugs, Paris 1919

Albert Roussel hatte eine besondere Vorliebe für asiatische Themen. In den Jahren 1909/1910 unternahm er mit seiner Frau eine lange Reise durch Indien und Südostasien, auf der er die lokale Musik skizzierte. Dieses Material nutzte er in seinen folgenden Werken wie der Orchestersuite Évocations von 1911 und eben in seiner Ballettoper Padmâvatî. Bereits vor seinen Reisen hatte Roussel sich von Mischformen aus Tanz und Gesang angezogen gefühlt, wie er nach einem Besuch von Édouard Lalos Ballett Namouna bekundete. Den Anstoß zu der Komposition von Padmâvatî gab der damalige Direktor der Pariser Oper, Jacques Rouché, der Roussel nach dem gewaltigen Erfolg seiner 1913 aufgeführter Ballettpantomime Le festin de l’araignée um ein großes Bühnenwerk bat. Roussel empfahl dazu die Geschichte der Padmâvatî, die er in Chittor kennengelernt hatte. Er begann im Dezember 1913 mit der Arbeit an dem Werk.
Das Libretto stammt von Louis Laloy. Es basiert auf Théodore Marie Pavies La légende de Padmanî, reine de Chittor, d’après les textes hindis et hindouis von 1856. Deren Vorlagen wiederum sind die epische Dichtung Padmavat, histoire de Padmavat, reine de Chittor, en vers hindoustan (um 1540) von Jayasi Malik-Mohammad und die Legend of the Padmanee Wife of the Ranal of Tchittor, Including the Attack on Tchittorgurh by Allauddin on Her Account and the Actions of Gorah and Badul on Her Defense (um 1620) von Djatmal. Im Ersten Weltkrieg wurde Roussel als Fahrer eingesetzt und musste mit der Kompositionsarbeit pausieren. Zu diesem Zeitpunkt war das Particell nahezu fertig. 1918 wurde er krankheitsbedingt aus dem Kriegsdienst entlassen. Er vollendete die Partitur am 28. November 1918. Bis zu Premiere dauerte es allerdings wegen der schlechten finanziellen Lage des Opernhauses und dessen Direktors noch mehrere Jahre.
Die Uraufführung fand am 1. Juni 1923 im Palais Garnier der Pariser Oper in einer Inszenierung von Pierre Chéreau mit einem Bühnenbild von Louis Valdo-Barbey statt. Die Choreografie stammte von Léo Staats. Die musikalische Leitung hatte Philippe Gaubert. Es sangen Ketty Lapeyrette (Padmâvatî), Paul Franz (Ratan-Sen), Édouard Roux „Rouard“ (Alaouddin), Henri Fabert (Brahmane), Dalerant (Gora), Mario Podestà (Badal), Jeanne Laval (Nakamti), Soria (Wächter), Armand-Émile Narçon (Priester), Andrée Marilliet (1. Hofdame), Madeleine Lalande (2. Hofdame), Dagnelly (1. Sklavin und Frau aus dem Volk), Marcelle Denya (2. Sklavin und junges Mädchen), Gaston Dubois (Krieger), Georges Regis (Kaufmann) und Peyre (Handwerker). Von den Tänzern sind Anna Johnsson (Hofdame), Alice Bourgat (Dourga), Suzanne Lorcia (Kâli), Jeanne Schwarz (Sklavin) und Gustave Ricaux (Krieger) namentlich bekannt.
Die Aufführung wurde sowohl vom Publikum als auch von der Kritik mit Begeisterung aufgenommen, obwohl sich der Pariser Musikgeschmack in den zehn Jahren seit Kompositionsbeginn bereits gewandelt hatte. Bedenken wurden allerdings wegen der Mischform zwischen Oper und Ballett geäußert. An der Pariser Oper gab es Wiederaufnahmen in den Jahren 1925, 1927, 1931 und 1946. Ketty Lapeyrette sang bis 1931 die Titelrolle. 1946 wurde diese von Hélène Bouvier übernommen. Bouvier sang die Partie auch 1949 in Buenos Aires. Es folgten Produktionen in Neapel (1952, Dirigent: André Cluytens, Choreographie: Bianca Gallizia, Bühne: Erté, Padmâvatî: Solange Michel), in Straßburg (1967 und 1978) sowie am Coliseum London (1969, Dirigent: Jean Martinon, Padmâvatî: Rita Gorr, Alaouddin: Gérard Souzay). 1982/83 entstand eine CD-Produktion unter der musikalischen Leitung von Michel Plasson mit Marilyn Horne in der Titelrolle, Nicolai Gedda als Ratan-Sen und José van Dam als Alaouddin. 1997 wurde das Werk in einer Inszenierung von John Dew mit einer Choreografie von Mei Hong Lin an der Oper Dortmund gespielt (Dirigent: Anton Marik; Bühne: Thomas Gruber, Kostüme: José Manuel Vazques).

## Aufnahmen
- 1949 – Ferruccio Calusio (Dirigent), Orchester und Chor des Teatro Colón Buenos Aires.
 Hélène Bouvier (Padmâvatî), Tyge Tygesen (Ratan-Sen), Felipe Romito (Alaouddin), Humberto di Toto (Badal), Zaira Negroni (Nakamti).
 Live aus Buenos Aires.
 OOA 4121 (2 CDs).[7]
- 23. Juli 1968 – Georges Prêtre (Dirigent), Orchester und Chor des Teatro Colón Buenos Aires.
 Lyne Dourian (Padmâvatî), Jon Vickers (Ratan-Sen), Angelo Mattiello (Alaouddin), Eugenio Valori (Brahmane), Guy Gallardo (Gora), Eduardo Sarramida (Badal), Noemi Souza (Nakamti), Orazio Mastrango (Wächter), Juan Zanin (Priester), María Altamura und Tatiana Zlatar (Hofdamen), Margot Arrillaga und Tota de Igarzábal (Frauen aus dem Volk), Per Drewsen (Krieger), Enzo Espósito (Kaufmann), Osvaldo Cesari (Handwerker).
 Live aus Buenos Aires.
 Charles Handelman – Live Opera 04006.[8]:16086
- 6. Juli 1969 – Jean Martinon (Dirigent), London Symphony Orchestra, BBC Symphony Chorus.
 Rita Gorr (Padmâvatî), Albert Lance (Ratan-Sen), Gérard Souzay (Alaouddin), Gérard Dunan (Brahmane), Neilson Taylor (Gora), Philip Langridge (Badal), Jane Berbié (Nakamti), Edward Byles (Wächter), Franklyn Whiteley (Priester), Meriel Dickinson und Marion Dodd (Hofdamen), Leslie Fry (Krieger), Cyril Somers (Kaufmann), Gordon Farral (Handwerker).
 Live, konzertant aus dem London Coliseum.
 MRF LP: MRF 141-S (2 LPs), Gala GL 100.573 (2 CDs).[8]:16087
- 1982/1983 – Michel Plasson (Dirigent), Orchestre National du Capitole de Toulouse, Orfeon Donostiarra.
 Marilyn Horne (Padmâvatî), Nicolai Gedda (Ratan-Sen), José van Dam (Alaouddin), Charles Burles (Brahmane), Marc Vento (Gora), Laurence Dale (Badal), Jane Berbié (Nakamti), Thierry Dran (Wächter), Jean-Jacques Cubaynes (Priester), Martine Mahé und Elena Perez (Hofdamen), Henry Amiel (Krieger), Hugues Branbilla (Kaufmann), Gerard Blatt (Handwerker).
 Studioaufnahme.
 EMI Pathé CD: N.A., EMI Pathé LP: 1731773, EMI CLASSICS 3 81867 2 (2 CDs).[8]:16088